# 穴水康祐
穴水 康祐（あなみず こうすけ、1979年8月28日-）は日本の作曲家、サウンドデザイナー。山梨県出身。

## 人物・来歴
ドイツのレーベルTraum Schallplattenからデビュー。moshimossとしてアンビエント、ポストロックな作風の作品をリリース。
2012年にはmoshimoss としてFujirock Festival’12への出演。
THE POTONE!名義では、ユニークなサウンドのエレクトロニカ作品をリリースし坂本龍一のラジオで放送された際に、「歯医者で聴きたい音楽」と評された。
学生時代、ロックバンドでギター、ボーカルを担当していた。
現在は企業などのCM曲や背景音楽などサウンドデザイナーとして精力的に活動する傍らmoshimossとしてアーティスト活動も行っている。
2020年に携わった東京造形大学のBRAND CONCEPT MOVIEは世界三大デザイン賞のひとつレッド・ドット・デザイン賞2022を受賞した。
2025年に公開の映画『死に損なった男』から
Kosuke Anamizuによるアンビエント＆クラシカルプロジェクト“『Moshimoss』”が手掛けた映画『死に損なった男』オリジナルサウンドトラックが2月14日（金）にリリースされた。

## 作品

### CM曲
- 日本コカ・コーラ『檸檬堂 テーマソング』（作曲）[7]
- アットホーム『あった！』（作曲）
- SK-II『厳しい環境でも揺るがない。綾瀬はるかの美肌| SK-II（SK2/エスケーツー）』（作曲）[8]
- Intel 『Connected Colors』（作曲）[9]
- 伊勢丹『はじめまして、radiance(ラディアンス)です。〜伊勢丹の新しい包装紙〜』（作曲）[10]
- PLEATS PLEASE ISSEY MIYAKE: ANIMA OF ONOMATOPOEIA（作曲）[11]
- PLEATS PLEASE ISSEY MIYAKE「GLASS COLORS」（作曲）[12]

- 東京ミッドタウンマネジメント／TOKYO MIDTOWN「Imagination MIDTOWN CHRISTMAS」 Webムービー

(2020年音楽)
- SOMPO（損保ジャパン）「ＳＯＭＰＯ美術館」夢(2020年編曲)[14]

- パナソニック ミュージアム「アケルエ」コンセプトムービー

(2021年音楽)
- HOMME PLISSE ISSEY MIYAKE「SPRING SUMMER 2022 COLLECTION」ご招待(2021年音楽)[16]

- 東京造形大学 BRAND CONCEPT MOVIE

(2021年音楽)
- FIELD×フェアライト「STRAEL 3.0」ティザー(2021年作曲)[18]

- HOMME PLISSE ISSEY MIYAKE「SPRING SUMMER 2022 COLLECTION」ご招待(2021年作曲)[19]

- イッセイ ミヤケ ウール シェル ニット(2021年作曲)[20]

- 「SHARING VIBES」SOFTBANK GOOGLE PIXEL 6 PRO ×米 × セブンパーク天美(2021年作曲)[21]

- 経営ミッション動画「what is inside this box?」(2022年音楽)[22]

- FIELD X FAIRLIGHT「冬至」(2022年音楽)[23]

### テレビ
- NHK Eテレ『テクネ 映像の教室』（作曲）※第2シリーズ第三弾「タイポグラフィ2」柴田大平の作品[24]
- NHK『オイコノミア』（作曲）※コーナー又吉直樹の経済ポエム BGM[25]

### 映画
- 僕はもうすぐ11歳になる。（作曲）※moshimoss名義で作曲[26]

- 死に損なった男（音楽）※moshimoss名義により手がける

### その他
- 「虫展 −デザインのお手本−」MAO MOTH LAOS（作曲）[28]

- CES 2022 Corporate Booth “Light shadow” & “Color Flow”(2022年音響設計・作曲)[29]

- NTTコミュニケーションズ株式会社 事業共創プログラム「OPEN HUB for Smart World」OPEN HUB Visualizer(2022年サウンドデザイン)[30]